# Henry Potonié
Henry Potonié (Berlino, 16 novembre 1857 – Berlino, 28 novembre 1913) è stato un botanico tedesco.

## Biografia
Studiò botanica presso l'Università di Berlino, e dal 1880 servì come assistente di ricerca nel orto botanico di Berlino. Nel 1885 fu associato con la Prussian Geological Survey, e da quel momento, dedicò la maggior parte del suo tempo alla ricerca paleobotanica. Nel 1891 fu nominato professore di paleobotanica presso l'Accademia tecnica di Berlino, poi intorno al 1901, divenne professore di paleobotanica e geologia alla stessa università.
È stato fondatore del Naturwissenschaftliche Wochenschrift, un periodico che egli è stato associato con per 24 anni.

## Opere principali
Nel 1899 ha pubblicato Lehrbuch der Pflanzenpalaeontologie; la sua seconda edizione fu nel 1921 da Walther Gothan con il titolo Lehrbuch der Paläobotanik.
Altre opere principali di Potonié includono:
- Illustrierte Flora von Nord- und Mittel-Deutschland mit einer Einführung in die Botanik, 1885.
- Die Pflanzenwelt Norddeutschlands in den verschiedenen Zeitepochen, besonders seit der Eiszeit, 1886.
- Die entstehung der steinkohle und verwandter bildungen einschliesslich des petroleums, 1905.
- Grundlinien der Pflanzen-morphologie im Lichte der Palaeontologie, 1912.[3]